# Nezávislost Skotska

Skotská vlajka

Možná podoba vlajky Spojeného království bez Skotska

Nezávislost Skotska je politickým cílem řady politických stran, nátlakových skupin a jednotlivců ve Skotsku, jejichž snahou je oddělit Skotsko od Spojeného království.
Skotské království bylo nezávislým státem od svého sjednocení v roce 843 až do roku 1707, kdy skotský parlament schválil Zákon o unii vedoucí k vytvoření jednotného Království Velké Británie. Zákony o Unii, které smlouvu uvedly v platnost, provedly sloučení obou států rozpuštěním skotského a anglického parlamentu a jejich nahrazení novým parlamentem Velké Británie. Jako důsledek ustanovení smlouvy a také relativní skotské izolovanosti zůstaly mnohé skotské instituce oddělené a skotská národní identita tak zůstala silná a výrazná. Spojení obou parlamentů bylo ve své době velmi nepopulární jak ve Skotsku, tak v Anglii. Skotští signatáři smlouvy museli dokument podepsat v soukromí kvůli hromadným nepokojům ve skotském hlavním městě Edinburghu.
Ti, kteří jsou proti skotské nezávislosti a hlásí se k pokračování unie, rozlišují mezi nacionalismem a patriotismem a věří, že Skotsko jako součást Spojeného království je ve skotském národním zájmu. Zdůrazňují, že kulturní, sociální, politické, diplomatické a ekonomické vlivy a výhody, jimž se Skotsko jako část velmoci těší, aniž by museli ustupovat své odlišné národní identitě, vyvažují ztrátu plné skotské suverenity. Příznivci skotské nezávislosti naopak tvrdí, že ztráta nezávislé skotské reprezentace na mezinárodním poli je na škodu skotským zájmům a jestliže britská vláda jedná prvotně v zájmu celého Spojeného království, může to být ve specifických případech k neúmyslnému či citelnému poškození specifických skotských zájmů.
18. září 2014 se konalo referendum o nezávislosti Skotska, v němž se voliči vyslovili pro setrvání ve společném svazku se Spojeným královstvím.

## Stručná historie Skotska
Dějiny Skotska lemují války s Anglií ať už za nezávislost země nebo například za náboženskou svobodu. Sami Skotové za velmi důležité milníky považují roky 1297 a 1314. V prvním proběhla bitva u Stirlingského mostu, kde skotští povstalci pod vedením Williama Wallace porazili Anglické vojsko krále Eduarda I. O rok později ale Eduard I. porazil Wallace, zajal ho a v Londýně nechal popravit. Druhým milníkem je bitva u Bannockburnu, kde Robert Bruce, korunovaný skotský král porazil vojska Eduarda II. a vyhnal anglickou šlechtu. Bruce i Wallace jsou považováni za jedny z největších skotských hrdinů.
V roce 1603 nastupuje po na anglický trůn Jakub VI., syn Marie Stuartovny. Tím je vytvořena personální unie Anglie a Skotska. Oba národy to však nenesly příliš dobře. Král se snažil udobřit znepřátelené strany různými kroky, ale neuspěl. Jeho následník, Karel I. nebyl tak diplomatický a situace se za jeho vlády zhoršila. Skotové chtěli větší svobodu pro svou církev a začali se bouřit. Karel I. je kvůli nastalé situaci donucen svolat parlament, který mimo jiné schválil zákon o tom, že král musí jeho zasedání svolat nejpozději každé tři roky. 
Společnost v celém království se ale dále radikalizuje, rozděluje se na royalisty a parlamentaristy. Začíná občanská válka a v lednu 1649 je vyhlášena republika. Následník trůnu Karel II. odjíždí do Skotska, na které kvůli tomu zaútočí Cromwellova vojska a Skotsko dobudou.
Po smrti Olivera Cromwella je Karel II. restaurován a jeho vévoda Jakub přesvědčí Skoty, aby uznali svrchovanost krále ve všech směrech. Vilém III. přijímá v roce 1689 Proklamaci svobod, která mimo jiné omezovala královy pravomoci a řešila otázku následnictví. Podle ní byla následnicí trůnu jmenována Anna Stuartovna. Proklamace také vylučovala z následnictví katolíky.
1. května 1707 je vyhlášen zákon o Unii a Skotsko se stává částí Velké Británie. Královnou je Anna Stuartova, skotský parlament je zrušen a jeho zástupci se ve velmi omezeném množství stávají součástí parlamentu Velké Británie.
Na konci 18. století dochází k velkému průmyslovému rozvoji skotských měst a společně s ním na začátku 19. století vznikají první politické organizace. V roce 1886 je vytvořen úřad ministra pro Skotsko a rok po něm Skotská kancelář.
Během 20. století se objevují hospodářské problémy, které ještě zhorší 2. světová válka, které vedou k nepokojům a stávkám. Situaci uklidní až nalezení ropy v Severním moři v roce 1970 (politický slogan „It's Scotland's oil“), která zapříčiní Britskou soběstačnost v této surovině a dovolí její vývoz. Skotsko ovládly obavy, že z ložisek ropy bude těžit jenom Anglie, což vyvolalo skotský nacionalismus.

## Devoluce

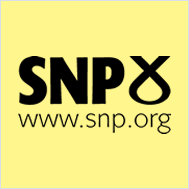
Logo Skotské národní strany (SNP)

Devoluce je přesun rozhodování shora dolů, proces svěření pravomocí ústřední vlády samosprávným celkům nižší úrovně.
Národní hnutí jsou označována v odborné literatuře, jako tzv. dezintegrované. Skotsko lze brát jako příklad akčního separatistického „národa bez státu“. Skotsko má již od středověku přehledně definované území s jasnou identitou ( kulturní, ekonomickou, historickou, politickou).
Zároveň se mu podařilo zachovat si svoji vlastní jedinečnou identitu i v době, kdy bylo připojeno k jinému silnějšímu státu. Dokázalo si prosadit ustanovení vlastních politických institucí.
Za vlády konzervativců vzniklo Hnutí za skotské shromáždění, které nakonec v roce 1988 zveřejnilo dokument nazvaný Požadavek práv 1989. Na jeho základě se utvořilo Skotské ústavní shromáždění, sdružení skotských politických stran. Toto shromáždění se dohodlo na konsensu ohledně decentralizace Británie na mezistranickém principu, ačkoli Konzervativní strana odmítla spolupracovat a Skotská národní strana se stáhla z diskusí, když se stalo zřejmé, že shromáždění není ochotno diskutovat o skotské nezávislosti jako o ústavní variantě. Argumenty proti předání pravomocí skotské autonomii a proti skotskému parlamentu vyjadřované hlavně Konzervativní stranou byly, že parlament vytvoří "kluzký svah" ke skotské nezávislosti a Skotské národní straně usilující o nezávislost poskytne cestu k vládě. John Major, konzervativní ministerský předseda, užil v roce 1997 v parlamentních volbách heslo "72 hodin k záchraně unie".
Labouristická strana vyhrála v roce 1997 britské parlamentní volby a Donald Dewar, vládní pověřenec pro Skotsko, souhlasil s návrhem vytvoření skotského parlamentu. V září téhož roku se konalo referendum a 75 procent zúčastněných souhlasilo s plánem udělení autonomie. Parlament Spojeného království následně schválil Zákon o Skotsku, který vytvořil skotský parlament kontrolující většinu domácí skotské politiky. V květnu 1999 se ve Skotsku konaly první volby do autonomního parlamentu a v červenci se parlament sešel, poprvé od roku 1707, kdy bylo odročeno zasedání předchozího skotského parlamentu. Prvním ministerským předsedou Skotska se stal Donald Dewar z Labouristické strany, Skotská národní strana se stala hlavní opoziční stranou.
Skotský parlament má právo vydávat zákony ve všech věcech týkajících se Skotska, které nejsou svěřeny britskému parlamentu (tzv. nevyhrazené záležitosti), a má omezené právo pozměňovat daň z příjmu. Své autonomní záležitosti může opět postoupit britskému parlamentu, pokud uzná, že zákon s celobritskou působností bude pro konkrétní záležitost vhodnější. Skotsko je nadále 59 poslanci zastoupeno v britském parlamentu v Londýně. V roce 2007 vyhrála skotské parlamentní volby Skotská národní strana a prolomila tak dominanci Labouristické strany ve skotské politice. Předseda Skotské národní strany Alex Salmond se stal předsedou skotské menšinové vlády.

### Skotský nacionalismus
S národem a národní identitou je spjat i nacionalismus jako politická ideologie spojená s myšlenkou „zvláštního historického poslání národa, ospravedlnění jeho vzniku, teritoriálního zakotvení a kulturní jedinečnosti“. M. Guibernau v tomto případě mluví o tzv. emancipačním nacionalismu jako demokratickém typu nacionalismu u národů, které se necítí dostatečně uznány a reprezentovány státem, v němž žijí.
Skotský nacionalismus se nevyvíjel ve stejný čas jako procesy národního obrození v Evropě v 2. pol. 19. století. Stal se fenoménem až ve 20. století. Vysvětluje to několik faktorů. Když Skotsko s Anglií podepsalo v r. 1707 Smlouvu o Unii, ponechalo si svůj právní řád, vzdělávací systém i presbyteriánskou církev. Skotové tak mohli užívat výhod poměrně značné autonomie, ale zároveň participovat na budování britského impéria. Období skotského nacionalismu přišlo po druhé světové válce a dnes patří mezi hlavní hybná témata skotské společnosti.
Nacionalismus je ve skotském pojetí chápán jako politicky legitimní princip, princip národnostní otevřenosti, nikoliv jako ideologie založená na xenofobním přístupu. Skotská národní strana se neřadí mezi radikální pravicové strany, a i přes její přívlastek „národní“ se pro ni hodí spíše označení separatistická než nacionalistická. Skotský separatistický diskurs obhajuje kulturní pluralitu.

### Skotská národní strana
Skotská národní strana (SNP - Scottish National Party) vznikla po první světové válce, v roce 1934 sjednocením dalších subjektů – Skotské národní hnutí, Národní strana Skotska a Skotská strana. Jedná se o stranu, která se nejvíce zasazuje o vznik samostatného a nezávislého Skotska. Nejvýznamnější osobností této strany se v posledních dvaceti letech stal její člen a poté hlavně předseda Alex Salmond. Skotská národní strana stála u převratných skotských snah o devoluci (Skotský zákon, referendum o nezávislosti Skotska 2014). Nyní v čele strany stojí Nicola Sturgeonová.

## Referenda

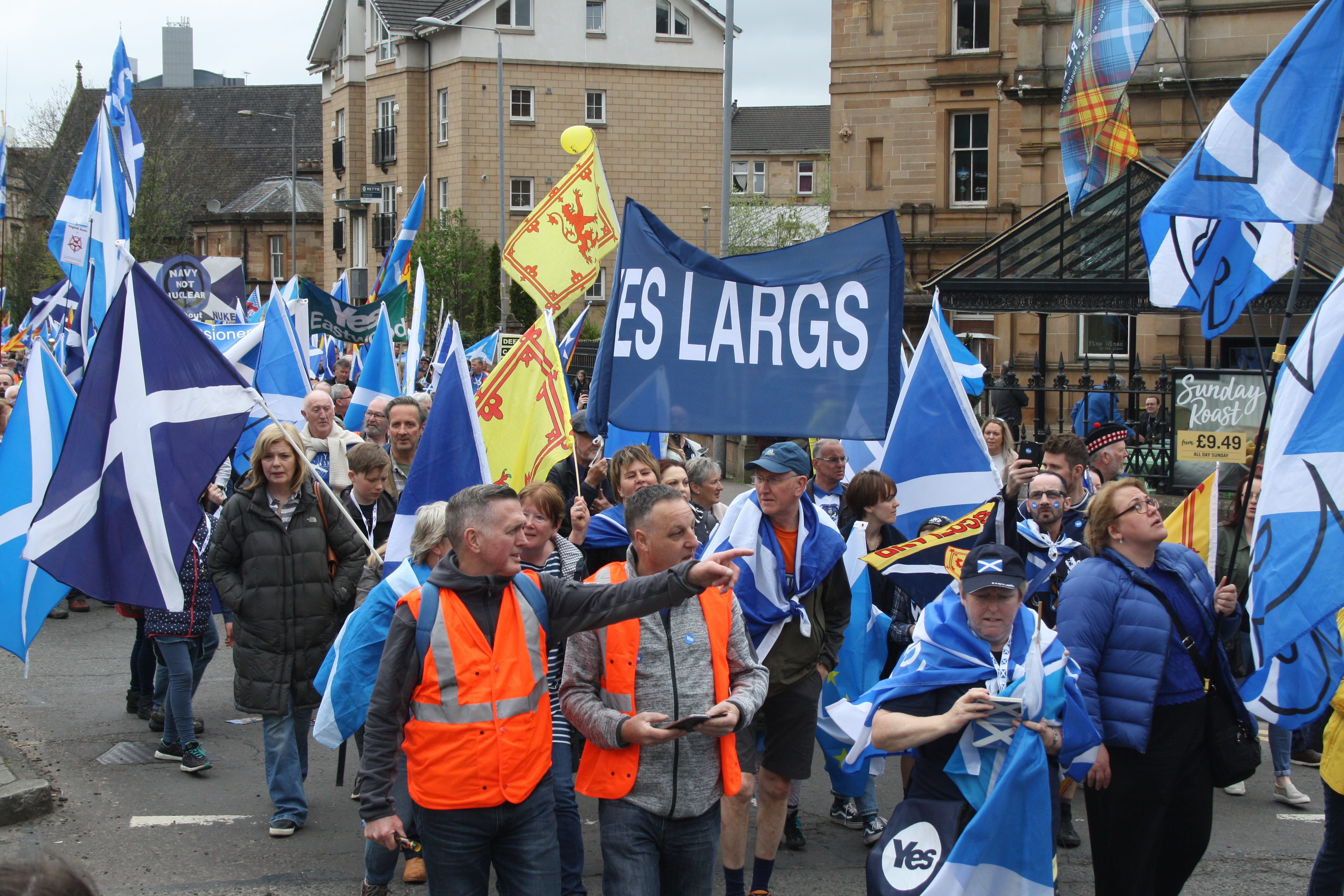
Shromáždění za nezávislost Skotska, Glasgow, 2018

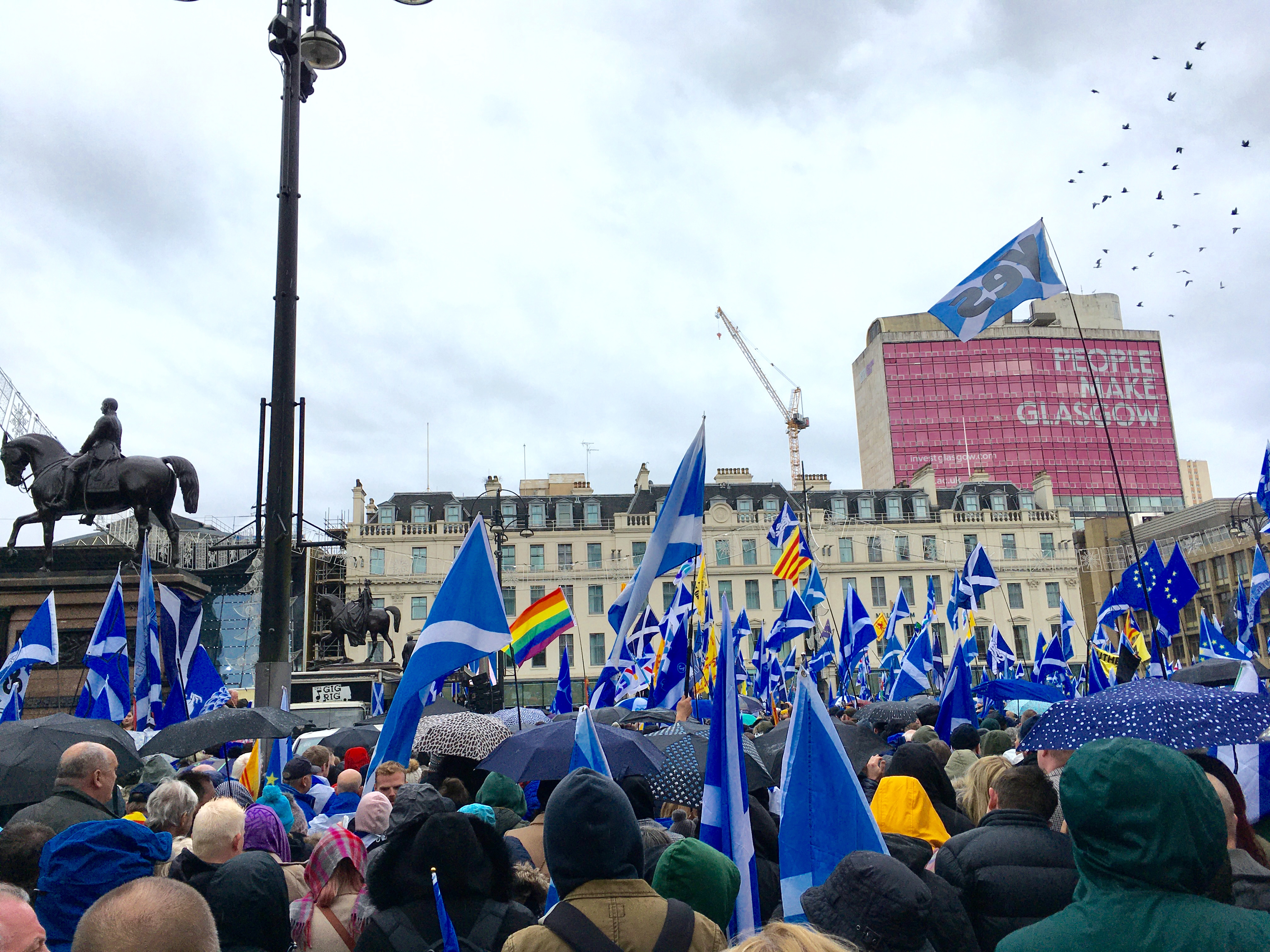
Shromáždění za nezávislost Skotska, Glasgow, 2019

V roce 2007 vydala Skotská národní strana manifest, v němž slíbila v roce 2010 uspořádat referendum o nezávislosti. Po vítězství ve skotských parlamentních volbách skotská vláda tvořená Skotskou národní stranou vydala dokument nazvaný Volíme budoucnost pro Skotsko, který nastiňuje alternativy skotské budoucnosti včetně nezávislosti. Skotští labouristé, skotští konzervativci a skotští liberální demokraté se postavili proti referendu, které by jako jednu z možností nabízelo nezávislost. Svůj nesouhlas vyjádřil také předseda britské vlády Gordon Brown, který sehrál důležitou roli při referendu v roce 2014. V květnu 2008 se pro konání referenda vyslovila Wendy Alexandrová, předsedkyně labouristického klubu ve skotském parlamentu, navzdory labouristickému odporu ke konání referenda, později však z vedení klubu byla nucena odstoupit. Pro referendum, jehož jednou z možností bude i nezávislost Skotska, se po svém zvolení předsedou Skotských liberálních demokratů v srpnu 2008 vyslovil i Tavish Scott.
Zákonná platnost referenda za nezávislost Skotska na Spojeném království je nicméně sporná. Úplnou parlamentní suverenitu má Parlament Spojeného království a jakékoli ústavní změny patří mezi záležitosti vyhrazené jemu. To znamená, že britský parlament může kdykoli změnit Zákon o Skotsku a změnit pravomoci skotského parlamentu a legálně tak zamezit jakémukoli návrhu na nezávislost přednesenému skotskou vládou. Zákonnost dosažení faktické nezávislosti některé ze zemí tvořících Spojené království nebo její jednostranné vyhlášení nezávislosti mimo rámec ústavních zvyklostí Spojeného království je nejistá. Převažující právní mínění založené na rozhodnutí Nejvyššího soudu Kanady ohledně práva Québeku na odtržení od Kanady je, že Skotsko by nemohlo jednostranně vyhlásit nezávislost podle mezinárodního práva, kdyby vláda Spojeného království umožnila referendum o sporné otázce secese. Je nejisté, jak jednostranné vyhlášení nezávislosti Kosova v roce 2008 a jeho následné uznání Spojeným královstvím změnilo postavení tohoto právního mínění. Britští premiéři nicméně uznali právo skotského lidu rozhodnout o vlastní budoucnosti.
Skotská referenda, která ovlivnila dnešní podobu Skotska jsou z let 1979 a 1997. Referendum konané v roce 1979 se týkalo zákona o Skotsku. Jednalo se o vytvoření Skotského parlamentu a přenesení více pravomocí do Skotska (decentralizace). dopadlo neúspěšně, hlavně díky Cunninghamovo dodatku. V referendu konaném v roce 1997, se hlasuje o vzniku legislativních orgánů, ale také o pravomocích v daňové oblasti. Referendum dopadlo vznikem autonomního zastupitelstva. Výsledek byl poté schválen parlamentem ve Westminsteru a v roce 1998 byl přijat zákon, který vymezuje pravomoci nového Skotského parlamentu. O rok později bylo zahájeno jeho fungování prostřednictvím voleb.